# Musiq3
Musiq3 is een openbare Belgische radiozender van de openbare omroep RTBF. De zender zendt vooral klassieke muziek maar ook jazz, wereldmuziek en filmmuziek uit. Musiq3 is opgericht in 1961. Sinds 2014 is Lætitia Huberti netmanager. De Vlaamse tegenhanger is Klara.